# Begraafplaats Sint Barbara (Amsterdam)
Begraafplaats Sint Barbara is een rooms-katholieke begraafplaats in Amsterdam. Hij bevindt zich in het westen van de stad, aan de Spaarndammerdijk, tussen de Spaarndammerbuurt en het dorp Sloterdijk. Het terrein ligt tegenwoordig ingeklemd tussen de spoorlijn naar Haarlem, de spoorlijn naar Schiphol en de Transformatorweg. Het maakt deel uit van het Groot Westerpark.

## Historie
Het twaalf hectare grote terrein  (deel van Boerenhofstede Leeuwendael) behoorde toe aan twee eigenaren waarvan er één was overleden. In 1888 is de grond geveild en verkocht aan de hoogste bieder voor een bedrag van 39.753,86 gulden. Deze hoogste bieder was het bestuur van De Liefde, een parochie gelegen aan de Bilderdijkstraat die tegenover de kerk een begraafplaats exploiteerde. Het terrein van deze begraafplaats werd te klein. De grond was in die tijd onderdeel van de toenmalige gemeente Sloten. De begraafplaats werd ontworpen door architect Adrianus Bleijs. Inclusief de aankoop en het salaris voor Bleijs kostte de aanleg bijna 230.000 gulden.
De inwijding door monseigneur H. Poppen, de deken van Amsterdam, vond plaats op 27 september 1893. Enkele dagen later, op 1 oktober, vond de eerste begrafenis plaats. Vanaf 1896 bevond de begraafplaats zich na een gemeentelijke herindeling op het grondgebied van Amsterdam.
Op Sint Barbara werden verschillende personen herbegraven, met name mensen die een rol hadden gespeeld in de Rooms-Katholieke Kerk en die eerder begraven lagen op begraafplaats De Liefde bij de Bilderdijkstraat.
Ook bevinden zich op Sint Barbara vanaf 16 september 1899 drie graven (nummers 37, 38 en 39) speciaal voor de Begijntjes van het Amsterdamse Begijnhof. Als 23e en laatste Begijn werd hier op 25 mei 1971 begraven Agatha Kaptein (Zuster Antonia).
In 2018 overleed Frank Starik - pseudoniem van Frank von der Möhlen - op 59-jarige leeftijd. Sinds 2002 was hij de drijvende kracht achter de "Poule des Doods" waarvan ook Simon Vinkenoog deel uit maakte. Bij eenzame uitvaarten verzorgden zij de begeleiding en een gedicht voor mensen die zonder nabestaande worden begraven. Hij verkoos als laatste rustplaats Begraafplaats Sint Barbara.
In 2018 bestond de begraafplaats 125 jaar. Ter gelegenheid hiervan is er een publicatie verschenen met de titel 'Begraven en Zorgen' - 125 jaar Begraafplaats Sint Barbara in Amsterdam. Het eerste exemplaar werd meteen aan eregast bisschop Jos Punt geschonken.

## Bekende graven

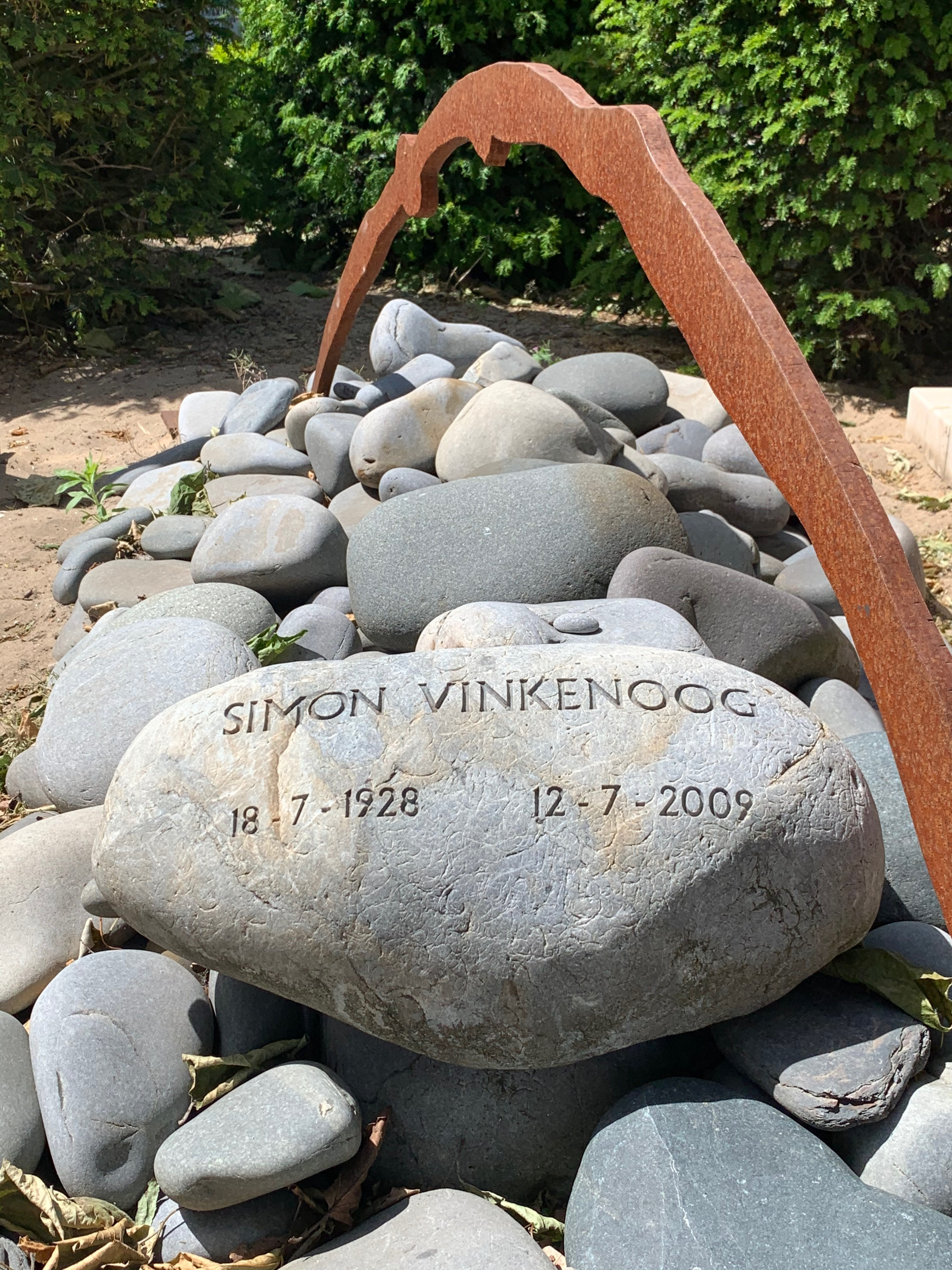
Graf van Simon Vinkenoog (1928 - 2009) op de begraafplaats Sint Barbara in Amsterdam

- Joseph Alberdingk Thijm (1820-1889), schrijver
- Familiegraf Bensdorp, ondernemers
- Familiegraf Boldoot, ondernemers
- Burny Bos (1944-2023), acteur, producent, scenarioschrijver en schrijver
- G.B.J. Hiltermann (1914-2000), journalist
- Anja Joos (1960-2003), slachtoffer geweldsmisdrijf
- Sam Klepper (1960-2000), crimineel
- Coco de Meyere (1962-2011), modestyliste
- Manke Nelis (1919-1993), zanger
- Willem Nijholt (1934-2023), acteur, danser en zanger
- Hubertus Cornelis Joseph Maria van Nispen tot Sevenaer (1836-1897), priester, rector en centraal-president van de Sint Jozef Gezellenvereniging.
- Erwin Olaf (1959-2023), fotograaf
- Judocus Smits (1813-1872), oprichter en eerste hoofdredacteur van De Tijd
- F. Starik (1958-2018), schrijver en dichter
- Simon Vinkenoog (1928-2009), schrijver en dichter
- Marc van Uchelen (1970-2013), acteur en regisseur